# Georg Forster’s sämmtliche Schriften
Georg Forster’s sämmtliche Schriften ist der Titel einer Werkausgabe der Schriften Georg Forsters, die von dessen Tochter Therese Forster herausgegeben wurde, begleitet mit einer Charakteristik Forsters von Georg Gottfried Gervinus. Sie erschien in 9 Bänden in Leipzig bei Brockhaus, 1843.
Die Ausgabe ist die erste Gesamtausgabe der Werke des großen Forschungsreisenden, Prosaikers und Revolutionärs. Sie enthält einige Erstdrucke, darunter die Darstellung der Revolution im März. Die Bände 7 bis 9 enthalten seinen Briefwechsel.
Forster war Teilnehmer der zweiten Südseereise (1772–1775) von James Cook (1728–1779), gemeinsam mit seinem Vater Johann Reinhold Forster (1729–1798) – auf dessen Drängen bei der englischen Admiralität.

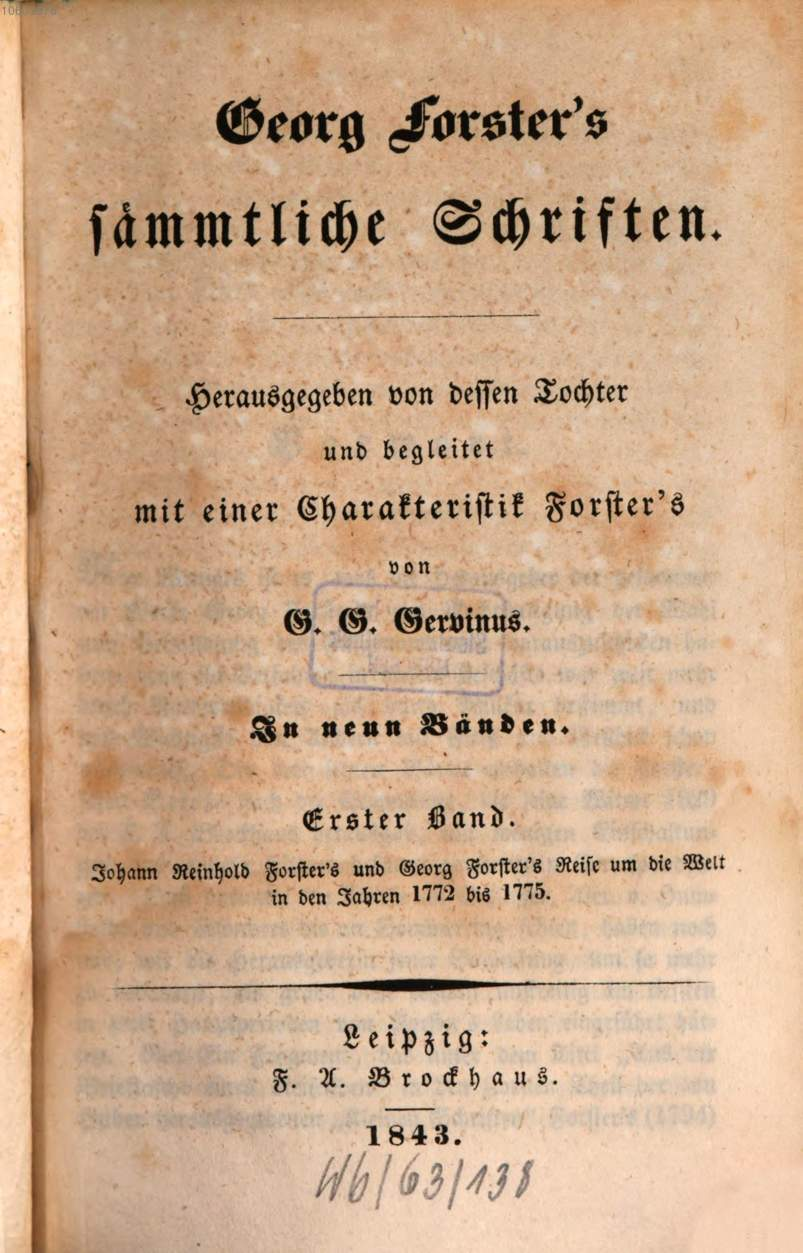
Titelseite des ersten Bands, 1843

Eine umfangreichere Ausgabe erschien erst mit der bislang nicht abgeschlossenen Werkausgabe Georg Forsters Werke (1958 ff.).

## Bände
- 1.+2. Band: Johann Reinhold Forster’s und Georg Forster’s Reise um die Welt in den Jahren 1772 bis 1775. Digitalisat 1, 2
- 3. Band: Ansichten vom Niederrhein, von Brabant, Flandern, Holland, England und Frankreich im April, Mai und Junius. Digitalisat
- 4. Band: Kleine Schriften, Erster Theil. Digitalisat
- 5. Band: Kleine Schriften, Zweiter Theil. Digitalisat
- 6. Band: Kleine Schriften, Dritter Theil; mit achtzehn lithographirten Abbildungen. Digitalisat
- 7. Band: Johann Georg Forster (Gervinus); Briefe. / Briefwechsel. Digitalisat
- 8. Band: Briefwechsel. Digitalisat
- 9. Band: Briefwechsel. Sakontala. Digitalisat